# Cimadolmo
Cimadolmo – miejscowość i gmina we Włoszech, w regionie Wenecja Euganejska, w prowincji Treviso.
Według danych na rok 2004 gminę zamieszkiwało 3327 osób, 195,7 os./km².